# Роза Хутор (экстрим-парк)
Экстрим-парк «Роза Хутор» — спортивный комплекс, расположенный на территории горнолыжного комплекса «Роза Хутор» к западу от плато Роза хутор, на котором находится горная олимпийская деревня. Экстрим-парк был построен для проведения соревнований зимних Олимпийских игр 2014 года по сноуборду и фристайлу. Первоначально предполагалось фристайл-центр оборудовать в другом месте, но в сентябре 2008 года МОК одобрил перенос Фристайл-центра на территорию плато «Роза Хутор» и объединение его со Сноуборд-парком с целью более компактного расположения олимпийских объектов, а также для создания максимально комфортных условий как для спортсменов-олимпийцев, так и для зрителей.
Территория экстрим-парка разделена на две зоны, два стадиона:
1. Сноуборд-парк, где проводятся соревнования по слоупстайлу, сноуборд-кроссу, ски-кроссу, параллельному слалому и параллельному гигантскому слалому. Условное обозначение данного стадиона PSX. (от названия видов спорта параллельный слалом, ски-кросс, параллельный гигантский слалом, слоупстайл, сноуборд-кросс на английском языке). Финишная зона соревнований в Сноуборд-парке оборудована трибунами, которые вмещают 6250 мест для зрителей[6].
2. Фристайл-центр, где проводятся соревнования по лыжному хафпайпу и сноуборд-хафпайпу, лыжной акробатике и могулу. Условное обозначение данного стадиона HAM (от первых букв английских названий Half-pipe (рус. хафпайп), Aerial skiing (рус. лыжная акробатика), Mogul (рус. могул)). Вместимость фристайл-центра — 4 000 зрительских мест.

Оба объекта были сданы в эксплуатацию в конце 2011 года. В феврале-марте 2012 года экстрим-парк «Роза Хутор» принял первые официальные соревнования. Здесь прошли этап Кубка России и этап Кубка Европы по сноуборду, а также этап Кубка России и этап Кубка Европы по фристайлу, получивший статус Суперконтинентального кубка. На следующий сезон 2012—2013 года главными стартами сезона стали этапы Кубка мира по сноуборду и фристайлу, прошедшие в экстрим-парке «Роза Хутор» с 8 по 20 февраля 2013 года. Данные соревнования одновременно по всем олимпийским дисциплинам сноуборда и фристайла в одном месте проходили впервые в мире. В этих соревнованиях приняли участие более 750 спортсменов из 45 стран. В начале марта 2013 года в экстрим-парке Роза Хутор состоялся международный турнир по пара-сноуборду — виду спорта, который дебютировал в программе зимних Паралимпийских игр 2014 года.
Главными соревнованиями сезона 2013—2014 года стали соревнования по сноуборду и фристайлу в рамках программы XXII зимних Олимпийских игр.